# Gottlieb Biermann
Gottlieb Biermann (12. dubna 1828, Bratislava – 10. února 1901, Praha) byl německý učitel a historik.
V letech 1856–1873 působil v Těšíně, následně v Praze.
Věnoval se bádání nad dějinami Rakouského Slezska, zvláště pak dějinám protestantismu na tomto území.
Jeho synem byl matematik Otto Biermann.

## Z díla
- Geschichte der evangelischen Kirche Österreichisch-Schlesiens mit besonderer Rücksicht auf die der Gnadenkirche von Teschen. Denkschirfit zum 150 – jährigen Jubbelfeste der evangelischen Jesukirche von Teschen (1859)
- Geschichte des Herzogthums Teschen (1863, 1. vyd.; 1894, 2. vyd.)
- Geschichte der Herzogthümer Troppau und Jägerndorf (1874)
- Geschichte des Protestantismus in Österreichisch-Schlesien (1897)